# Paraeuctenodes similis
Paraeuctenodes similis är en tvåvingeart som beskrevs av Wenzel 1976. Paraeuctenodes similis ingår i släktet Paraeuctenodes och familjen lusflugor. Inga underarter finns listade i Catalogue of Life.